# خاتم الذهب (نبات)
خاتم الذهب 

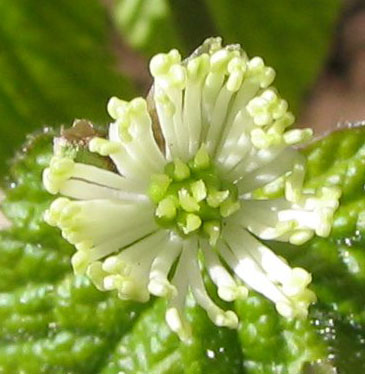
زهرة خاتم الذهب

أو هيدراستس هو نبات عشبي معمر يسمى أيضاً الجذر البرتقالي موطنه جنوب شرق كندا والولايات المتّحدة الشمالية الشرقية ولكن موطنه الأصلي هو أمريكا الشمالية بشكل عام.
يعتبره هنود الشيروكي وقبائل أمريكية دواءً شاملا.ويعتبر خاتم الذهب مضادا حيويا جيدا حيث تتمثل هذه القوة في مركباته الثلاثة المعروفة باسم البربرين والهيدراستين.

## شكله
إنّ الجذع إرجواني وأصفر تحت الأرض حيث يوصل إلى الساق الجذري الأصفرِ. له جذر أصفر سميك وساق منتصبة يصل ارتفاعها إلى 30سم والجزء المستخدم من النبات اصلا هو الجذور.

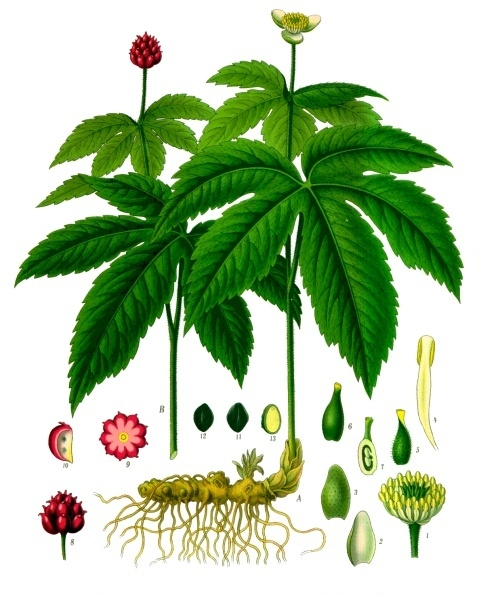
خاتم الذهب